# Dmitrij Rogozin
Dmitrij Olegovič Rogozin (rusky Дмитрий Олегович Рогозин; * 21. prosince 1963, Moskva) je ruský politik.

## Život
V roce 2003 založil nacionalistickou stranu Vlast (rusky Партия "РОДИНА"), která získala v parlamentních volbách 9,2 % hlasů, Rogozin se poté stal místopředsedou ruského parlamentu.
V roce 2008 byl jako ruský velvyslanec při NATO vyslán do Bruselu. V této roli silně oponoval vztahům NATO-Ukrajina a NATO-Gruzie. V roce 2011 byl povolán zpět do Ruska, kde získal funkci vicepremiéra pro zbrojní program.
Po ruské anexi Krymu na jaře 2014 byl Rogozin zařazen na sankční seznam Rusů, kterým USA a EU zakázaly vydávání víz a zmrazily zahraniční konta. Rogozin na sankce reagoval výrokem: „Tanky nepotřebují víza.“
V květnu 2018 se stal generálním ředitelem agentury Roskosmos, kde nahradil Igora Komarova. V polovině července 2022 jej ve funkci nahradil Jurij Borisov, do té doby místopředseda ruské vlády.
Rogozin se stal předsedou voroněžské organizace politické strany Velikaja Rossija (Великая Россия).
V prosinci 2022 při oslavě 59. narozenin v hotelu v Doněcku došlo k ostřelování ze strany Ukrajiny a Rogozin byl zraněn.
V září 2023 ho Ruskem jmenovaný guvernér okupované Záporožské oblasti Jevhen Balickyj jmenoval ruským senátorem za tuto oblast.
Rogozin je považován za jednoho z vůdců Izborského klubu, který v roce 2012 založil nacionalistický novinář Alexandr Prochanov. Jde o vlivný think-tank vyvíjející strategické plány v ekonomické a společenské oblasti. 

## Kontroverze
V dubnu 2012 přislíbil zprovoznění kosmodromu Vostočnyj do konce roku 2015 a prohlásil „dám na to svůj zub“, což odpovídá českému výroku „na to dám krk“. Kosmodrom ale v termínu otevřen nebyl a lidé Rogozina vyzývali, aby jim tedy svůj zub „dal“.
Podle vyšetřování Navalného Fond boje s korupcí z listopadu 2019 Rogozin a jeho rodina vlastnili nemovitý majetek v hodnotě 350 mil. rublů (asi 130 mil. Kč), což byl 15-násobek jeho tehdejších ročních příjmů jako ředitele Roskosmosu.
V květnu 2023 na svém telegramovém účtu uvedl, že pochybuje o tom, že Američané přistáli na Měsíci.